# Denis Bachter
Denis Bachter (* 20. Jahrhundert) ist ein deutscher Film- und VFX-Editor.

## Leben
Bachter absolvierte eine Ausbildung als Film- und Videoeditor bei ARRI Film & TV Services. 2016 wurde seine Arbeit an Unfriend in der Kategorie Bester Schnitt für den BloodGuts UK Horror Award nominiert.
Bachter lebt in München und ist Mitglied im Bundesverband für Filmschnitt Editor (BFS).

## Filmografie (Auswahl)
- 2009: Die Liebe und Viktor
- 2016: Unfriend
- 2016: Willkommen bei den Hartmanns
- 2018: 100 Dinge
- 2019: Die Goldfische
- 2020: Nightlife
- 2023: Gute Freunde – Der Aufstieg des FC Bayern